# هنري ديربورن
هنري ديربورن (بالإنجليزية: Henry Dearborn)‏ (23 فبراير 1751 - 6 يونيو 1829) طبيب وميجر جنرال أمريكي وخامس وزير حرب للولايات المتحدة الأمريكية، من مواليد نورث هامبتون، نيو هامبشير (North Hampton, New Hampshire)، الولايات المتحدة.

## حياته
درس الطب وبدأ بممارسته في ميدان نوتنغهام، نيو هامبشاير (Nottingham Square, New Hampshire). شارك في حرب الاستقلال الأمريكية وارتقى لرتبة ليفتنانت كولونيل (Lieutenant Colonel)، وتسرح من الجندية عام 1783. انتقل إلى ولاية مين، والتي كانت جزءً من ولاية ماساتشوستس، في عام 1787 عُيِّنَ ميجر جنرال للجيش الشعبي للولايات المتحدة.
خدم في الكونغرس الأمريكي من 1792 إلى 1797 عن الحزب الجمهوري، وذلك في عهد توماس جفرسون، ثالث رئيس للولايات المتحدة (من 4 مارس 1801 إلى 4 مارس 1809)، وجيمس ماديسون، رابع رئيس للولايات المتحدة (من 4 مارس 1809 إلى 4 مارس 1817). في عهد جفرسون تم تعيينه وزيراً للحرب في 1801، وساندَ جفرسون في توجهه نحو تخفيض عديد القوات.
ساند فكرة المواطنة والإستيعاب (civilization and assimilation) لسكان القارة الأصليين، واستعمل الحيلة والقوة عندما كان يفشل في الإقناع. بذل جهوداً لإصلاح الجيش الشعبي، غير أنه لم يفلح في ذلك، وتقديراً لما بذله عُيِّن جامعاً للمكوس في بوسطن (Collector of customs of Boston) في 1809.

## حرب 1812
عندما إندلعت حرب 1812 عينه الرئيس الأمريكي جيمس ماديسون قائداً عاماً للجيش (Senior major general of the US Army)، وجعله مسؤولاً عن القطاع الشمالي الشرقي من نهر نياجارا إلى ساحل نيو إنجلاند.
أقام مقره في جرينبوش، على الجانب الآخر من نهر هدسون من ألباني، نيويورك، وأمضى أسابيع في بوسطن لتعزيز الدفاعات الساحلية ومحاولة إقناع حكام نيو إنجلاند ليسمحوا له باستخدام ميليشياتهم في غزو كندا، إلا أنه لم ينجح وكانت النتيجة أنه لم يطلق هجوما كبيراً ضد كندا السفلى (Lower Canada).
تحسن مستوى قيادته في 1813، لكنه بدلاً من أن يصب جهده على طول بحيرة شامبلين (Lake Champlain) لمهاجمة مونتريال أو مدينة كيبك، قاد هجمات ناجحة على يورك (تورونتو حالياً)، عاصمة كندا العليا (أنتاريو حالياً)، وفورت جورج (Fort George, Ontario)، لكن انتصاراته لم تكن حاسمة. أصيب بالحمى واستدعي من ساحة الحرب في 1813، وتولى القيادة الإدارية لولاية نيويورك، وسُرِّحَ من قيادة الجيش في 1815.
رشحه الرئيس ماديسون لوزارة الحرب، إلا أن ذلك الترشيح لاقى معارضة شديدة، فعدل ماديسون عن ذلك. أرسله جيمس مونرو، خامس رئيس للولايات المتحدة (من 4 مارس 1817 إلى 4 مارس 1825) سفيراً للبرتغال في 1822 وبقي في المنصب حتى 1824. ثم عاد بناءً على رغبته في التقاعد، وانتقل إلى روكسبري، ماساتشوستس (Roxbury, Massachusetts)، وبقي هناك إلى أن تُوفِي.

## روابط خارجية
- هنري ديربورن على موقع الموسوعة البريطانية (الإنجليزية)